# Missy Higgins
Missy Higgins (Melbourne, 19 de agosto de 1983) é uma cantora e compositora australiana conhecida pela habilidade ao tocar piano e violão, e pela inteligência de suas composições e seu vocal.
Tem dois álbuns lançados: The Sound of White, lançado em 2004 na Austrália (e re-lançado em 2005 para o mercado norte-americano) e On a Clear Night, de 2007. Todos os dois foram recordes de venda na Austrália.[carece de fontes?]
Atualmente Missy é a artista pop mais bem sucedida do país.[carece de fontes?] Uma música ficou bem conhecida no Brasil , Where I stood , a canção conta sobre um episódio da vida da cantora